# Sergueï Mouromtsev
Sergueï Andreïevitch Mouromtsev (en russe : Сергей Андреевич Муромцев ; né le 23 septembre 1850 (5 octobre dans le calendrier grégorien) à Saint-Pétersbourg et mort le 4 octobre 1910 à Moscou) est un avocat et homme politique russe. Il fut président de la première douma d'État de l'Empire russe en 1906.